# ألفارو جيل كابرال
ألفارو جيل كابرال هو عسكري وسياسي برتغالي، ولد في 1335 في مملكة البرتغال في البرتغال، وتوفي في 1433 في قلمرية في البرتغال.